# Wettereffekt
Der Wettereffekt beschreibt eine beobachtete Kapitalmarktanomalie auf dem Aktienmarkt, die erstmals 1993 in einer empirischen Untersuchung von Edward Saunders erwähnt wurde. Laut dem Wettereffekt besteht ein negativer Zusammenhang zwischen der Bewölkungsdichte und der Rendite auf Aktienmärkten. Saunders untersuchte den Zusammenhang zwischen den Wetterdaten New Yorks und den Kursdaten des New Yorker Stock Exchange zwischen 1962 und 1989 und konnte hierbei einen signifikanten Zusammenhang zwischen den Tagesrenditen und dem Bewölkungsgrad nachweisen. 
Für den deutschen Aktienmarkt wurde dieses Phänomen von Christian Klein empirisch nachgewiesen.

## Vereinbarkeit mit der Markteffizienzhypothese
Die Markteffizienzhypothese besagt, dass die Preise auf einem Kapitalmarkt alle zu diesem Zeitpunkt verfügbaren Informationen abbilden. Renditen folgen also keinem Muster und sind nicht vorhersagbar. Anomalien wie zum Beispiel der Wettereffekt würden dieser Theorie widersprechen, wenn man den Bewölkungsgrad als vorhersagbar betrachtet.

## Erklärung durch die Psychologie
Eine einfache Erklärung für diese Beziehung liefert die Psychologie. Das menschliche Verhalten wird stark vom Wetter beeinflusst. Menschen reagieren bei Sonnenlicht optimistischer als an regnerischen Tagen. Die positive Stimmung lässt die Aktienrenditen steigen.

## Weitere Kapitalmarktanomalien
- Januareffekt
- Politikeffekt
- Winner-Loser-Effekt

## Andere Verwendungen des Begriffs
In der Computergrafik, Computerspielen, Fotografie und Computerphysik werden Wettereffekte verwendet, um Wetter zu simulieren bzw. darzustellen. Ebenfalls kann man von Wettereffekten in der Kunst sprechen.